# Farman F.70
Farman F.70 — французский пассажирский и почтовый самолёт 1920-х годов, разработанный и выпускавшийся компанией Avions Farman. Конструктивно представлял уменьшенную версию другого популярного самолёта Фарман, F.60 Goliath. F.70 — двухстоечный биплан, фюзеляж деревянный, обшивка фюзеляжа и крыльев полотняная. Кабина пилота открытая, за ней размещалось отделение для пассажиров или груза.
На самолёт кроме штатного Renault 12Fe мог устанавливаться звездообразный двигатель Gnome-Rhône Jupiter 9Aa (лицензионный Bristol Jupiter (модификация Farman F.73)). В единственном экземпляре существовал также трёхместный бомбардировщик, не пошедший в серию.
Несколько самолётов этого типа эксплуатировались различными французскими авиакомпаниями. Основным оператором была принадлежавшая братьям Фарман Lignes Farman (также SGTA), пять самолётов которой осуществляли полёты в Париж, Амстердам и Брюссель. Самолёты Lignes Aeriennes Latécoère работали на пассажирских и почтовых линиях между Касабланкой и Дакаром, а также между Алжиром и Бискрой. Прочие операторы использовали самолёт на внутренних линиях Франции. 
В 1925 году польская компания Aero приобрела 5 F.70.

## Модификации
F.70
Основная серийная модификация с 300-сильным двигателем Renault 12Fe (V-12).
F.73
Модификация со звездообразным двигателем Gnome et Rhône 9Aa Jupiter (380 л.с.).

## Операторы
Франция
- Lignes Farman — 5 самолётов (F-AGDE, n° 11; F-AGEE, n° 12; F-AGEF n° 13; F-AHCV n° 16; F-AHCX n° 17; F-FARD n° 6900)
- Lignes Aeriennes Latécoère (F-AFFK n° 9; F-AFFP n° 7; F-AFGI n° 8; F-AGAA n° 10)[1][2]

 Польша
- Aero: 5 F.70 приобретены в 1925 году, бортовые номера P-POZA — P-POZE.

 Бразилия
- ВВС Бразилии

 Венесуэла
- ВВС Венесуэлы[3]

## Лётно-технические характеристики

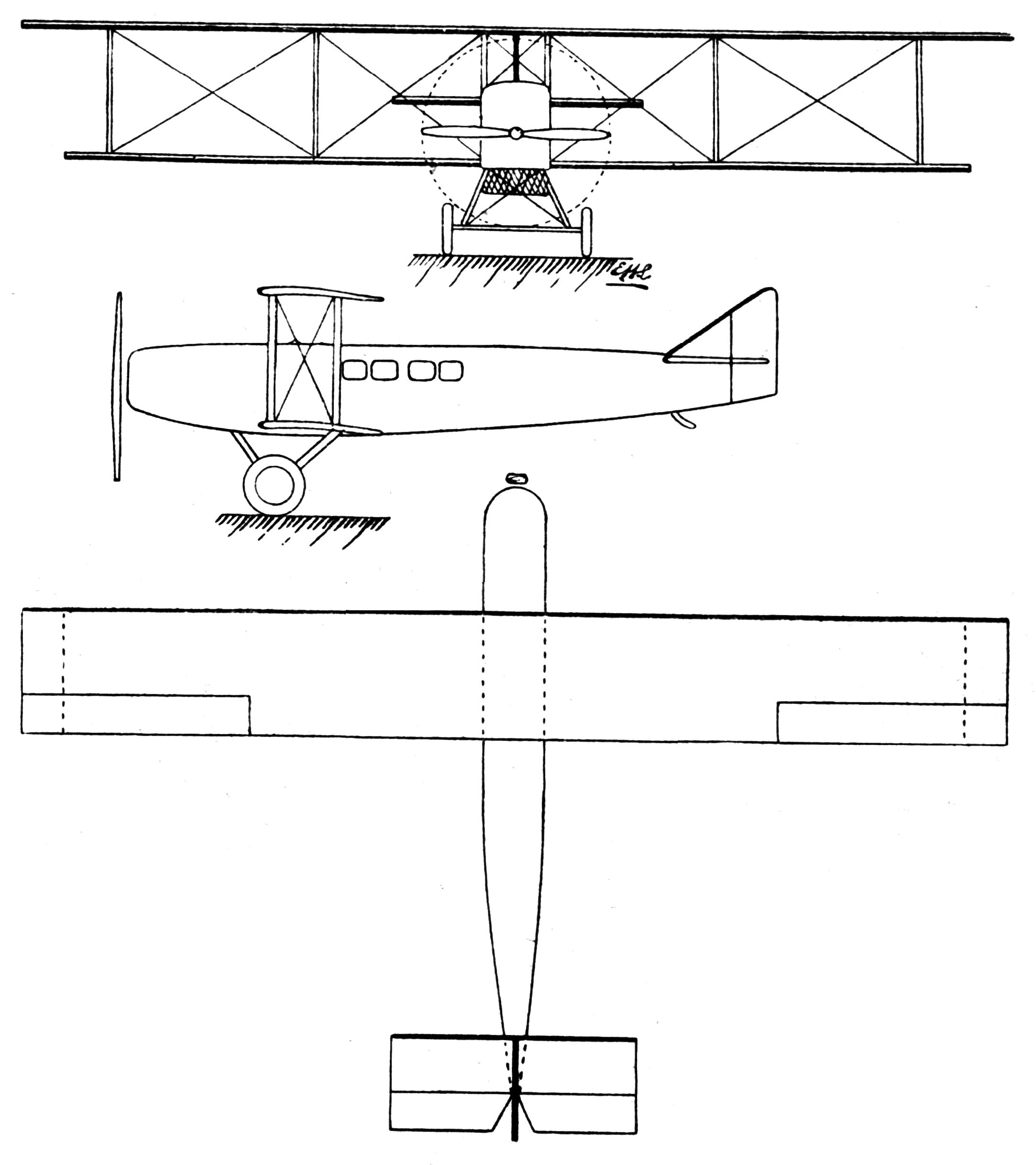
Схема Farman F.70 из журнала «Les Ailes» (27 октября 1921 года)

Источник данных: Illustrated Encyclopedia of Aircraft

Технические характеристики
- Экипаж: 1 чел.
- Пассажировместимость: 6 чел.
- Длина: 10,10 м
- Размах крыла: 14,90 м
- Высота: 3,43
- Площадь крыла: 53,50 м²
- Масса пустого: 1330 кг
- Максимальная взлётная масса: 2050 кг
- Силовая установка: 1 × ПД Renault 12Fe
- Мощность двигателей: 1 × 300 л. с.

Лётные характеристики
- Максимальная скорость: 175 км/ч
- Практическая дальность: 400 км
- Практический потолок: 4900 м

## Аварии и катастрофы
- 20 января 1926 года почтовый F-AHCV разбился близ Ле-Като-Камбрези, пилот ранен.[4]

## В массовой культуре

### Стендовый моделизм
- Broplan MS-201 - Farman F.70 P-POZE Aero Komunikacja Powietrzna, SA. 1/72 (vacu)[5]
- Broplan MS-202 - Farman F.70 F-AGGH Lignes Aeriennes Farman 1/72 (vacu)